# 利根川勇
利根川 勇（とねがわ いさむ、1951年6月12日 - ）は、元競輪選手。現役時は日本競輪選手会千葉支部に所属。

## 戦績
大学を中退して日本競輪学校第32期生となり、同校での在校競走成績は80勝を挙げて第1位。1973年10月7日にホームバンクの千葉競輪場でデビューし1着。1974年度には最優秀新人選手（32期）に選出される。
競輪選手の練習グループである『利根川道場』を主宰しながら、千葉県選手の支柱的存在として非常に長い間活躍を続け、2011年6月15日には地元の松戸競輪場で3人目となる現行A級2班格付での還暦出走を達成した。同年後期からA級3班に降格したものの1着を含む好成績でA級2班に返り咲くはずだったが、12月14日に宇都宮競輪場で第1R・A級チャレンジ予選に出走した際、落車（滑入6着）により骨折し、それが最後のレースとなってしまい2012年1月5日付で選手登録消除し引退した。通算成績2956戦261勝。

## 主な弟子
これまで40人近くの弟子が競輪選手登録されている。
- 酢崎良雄 - 53期（鈴木裕（92期）の師匠）
- 小島博幸 - 53期
- 和泉田喜一 - 59期（山本奈知（106期）の師匠）
- 篠田宗克 - 65期（石井貴子（106期）の師匠）
- 小林裕司 - 71期（石毛克幸（84期）の師匠）
- 永野秀和 - 73期
- 赤井学 - 77期
- 富澤勝行 - 85期
- 田中晴基 - 90期
- 北野良栄 - 95期
- 櫻川雅彦 - 99期（千葉真子の夫）